# Heinkel He 51
Heinkel He 51 là một loại máy bay hai tầng cánh một chỗ của Đức, nó được sản xuất với số lượng lớn và có nhiều phiên bản khác nhau. Ban đầu nó được thiết kế làm máy bay tiêm kích, sau đó có thêm các biến thể cường kích và thủy phi cơ. Đây là sự phát triển từ mẫu máy bay He 49 trước đó.

## Biến thể
He 49a
Mẫu thử đầu tiên.
He 49b
Mẫu thử thứ hai. Dùng để thử nghiệm cho cả máy bay thường và thủy phi cơ.
He 49c
Mẫu thử thứ ba.
He 51a
Mẫu thử thứ tư.
He 51A-0
Mẫu sản xuất loạt 0. 9 chiếc.
He 51A-1
Mẫu sản xuất chính thức, 150 chiếc.
He 51B-0
Gia cố cấu trúc. 12 chiếc.
He 51B-1
Phiên bản sản xuất của B-0. 12 chiếc.
He 51B-2
Tiêm kích có phao nổi, còn là phiên bản trinh sát; 46 chiếc.
He 51B-3
Phiên bản tầng cao.
He 51C-1
Phiên bản cường kích. 79 chiếc được gửi tới Tây Ban Nha để trang bị cho không quân lực lượng quốc gia và Legion Condor.
He 51C-2
Phiên bản cải tiến của C-1. 21 chiếc.

## Quốc gia sử dụng
Bulgaria

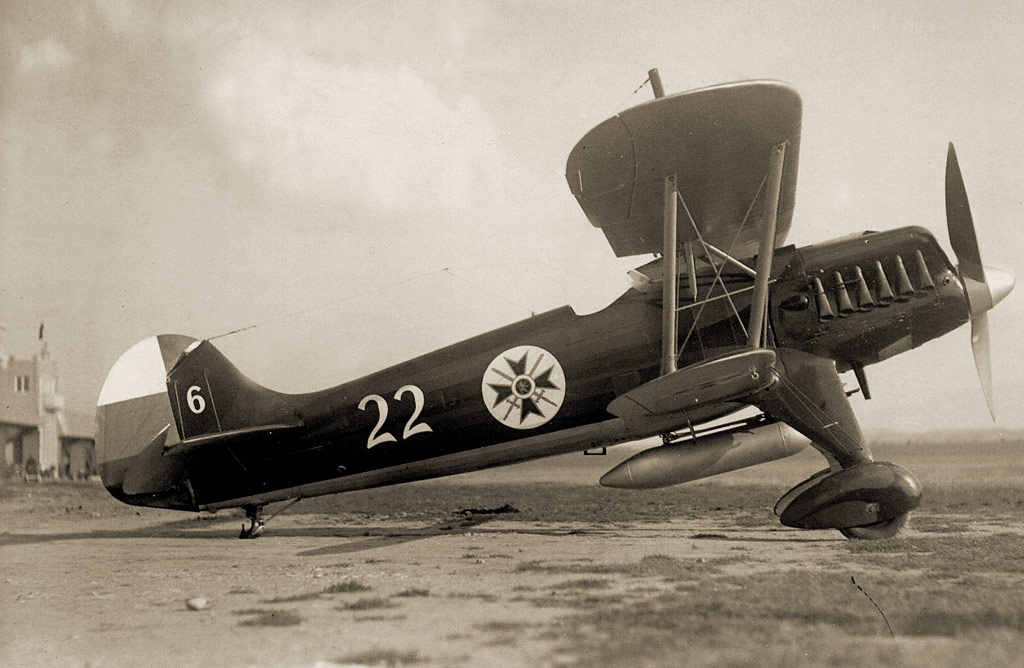
Heinkel He-51B

- Không quân Bulgary – mua 12 chiếc He 51.[3]

 Germany
- Luftwaffe

 Tây Ban Nha dưới thời Francoist
- Không quân Tây Ban Nha

## Tính năng kỹ chiến thuật (He 51B-1)
Warplanes of the Luftwaffe 

### Đặc điểm riêng
- Tổ lái: 1
- Chiều dài: 8,40 m (25 ft 6¾ in)
- Sải cánh: 11,00 m (36 ft 1 in)
- Chiều cao: 3,20 m (10 ft 6 in)
- Diện tích cánh: 27,20 m² (292,6 ft²)
- Trọng lượng rỗng: 1.460 kg (3.212 lb)
- Trọng lượng có tải: 1.900 kg (4.180 lb)
- Động cơ: 1 × BMW VI 7,3Z, 559 kW (750 hp)

### Hiệu suất bay
- Vận tốc cực đại: 330 km/h (178 kn, 205 mph)
- Vận tốc hành trình: 280 km/h (151 kn, 174 mph)
- Tầm bay: 570 km (308 nmi, 354 mi)
- Trần bay: 7.700 m (25.256 ft)
- Lực nâng của cánh: 69,9 kg/m² (14,3 lb/ft²)
- Lực đẩy/trọng lượng: 0,29 kW/kg (0,18 hp/lb)

### Vũ khí
- Súng: 2 khẩu súng máy MG 17 7,92 mm ở mũi
- Bom: 6 quả 10 kg (22 lb) (phiên bản C-1)